# Glen Cove
Glen Cove é uma cidade localizada no estado americano de Nova Iorque na costa norte de Long Island, no Condado de Nassau. Foi incorporada em 1918. Possui mais de 28 mil habitantes, de acordo com o censo nacional de 2020.
A cidade foi considerada parte do Gold Coast da costa norte no início do século 20, devido ao desenvolvimento das áreas ao longo da orla com grandes propriedades rurais por ricos empresários como J.P. Morgan, Phipps, Pratt e Prybil. Glen Cove também tinha manufatura e uma população diversificada que trabalhava na indústria, agricultura local e negócios de varejo. Dos cinco municípios do condado de Nassau, Glen Cove é um dos dois municípios que é uma cidade, em vez de uma vila, sendo a outra Long Beach, na costa sul.
A cidade foi o local de várias fábricas de sucesso no século 20. Atraiu numerosos imigrantes da Irlanda, Itália e Europa Oriental. Mais recentemente, foi colonizada por imigrantes de migrações posteriores, da América Central e do Sul e da Ásia.

## Geografia
De acordo com o Departamento do Censo dos Estados Unidos, a cidade tem uma área de 49,8 km², dos quais 17,2 km² estão cobertos por terra e 32,6 km² (65,4%) por água.

## Demografia
Desde 1920, o crescimento populacional médio, a cada dez anos, é de 13,8%.

### Censo 2020
Segundo o censo nacional de 2020, a sua população é de 28 365 habitantes e sua densidade populacional de 1 644,9 hab/km². Seu crescimento populacional na última década foi de 5,2%, acima do crescimento estadual de 4,2%.
Possui 10 793 residências que resulta em uma densidade de 625,9 residências/km² e um aumento de 4,3% em relação ao censo anterior. Deste total, 6,4% das unidades habitacionais estão desocupadas. A média de ocupação é de 2,8 pessoas por residência.
A renda familiar média é de 80 702 dólares e a taxa de emprego é de 61,0%.